# استوارت گراهام
استوارت گراهام (به سوئدی: Stuart Graham) (زاده ۱۹۴۶) کارآفرین، بازرگان و مدیر ارشد اجرایی سوئدی است، که در حال حاضر به‌عنوان رییس هیئت مدیره شرکت اسکانسکا فعالیت می‌کند.